# Taseopteryx mesozona
Taseopteryx mesozona är en fjärilsart som beskrevs av George Francis Hampson 1896. Taseopteryx mesozona ingår i släktet Taseopteryx och familjen nattflyn. Inga underarter finns listade i Catalogue of Life.